# 神田もも
神田 もも（かんだ もも、1982年3月25日 - ）は、日本の元AV女優。
山梨県出身。血液型：O型。身長153cm。スリーサイズ：B82 W57 H84。

## 略歴
2001年、マックス・エーより『ももの天然娘』でAVデビュー。同年に『Good-Bye MOMO さよなら神田もも 引退』で引退する。

## 人物
- 趣味：ショッピング。
- 初キス、初体験：高校1年の時に3歳年上の彼氏と経験[1]。

## 作品
以下、全てマックスエーより発売されたアダルトビデオ。
- ももの天然娘（2001年2月27日）
- やっぱりモモが好き（2001年3月27日）
- 妹の秘密（2001年4月23日）
- 彼女…（2001年5月25日）
- 淫虫の森（2001年6月29日）
- Peach Street（2001年7月31日）
- 淫口（2001年8月24日）
- 恋しくて…（2001年9月25日）
- 世界でいちばん君が好き（2001年10月23日）
- Good-Bye MOMO さよなら神田もも 引退（2001年11月22日）